# Five Nights at Freddy's 3

Five Nights at Freddy's 3 je nezávislá hororová hra pro jednoho hráče a pokračováním úspěšných her Five Nights at Freddy's a Five Nights at Freddy's 2. Byla vydána na počítač pomocí platformy Steam 2. března 2015, pro platformu Android 7. března 2015, pro platformu iOS12. března 2015 a pro Nintendo Switch, PlayStation 4 a Xbox One 29. listopadu 2019. Vyvinul ji Scott Cawthon v programovacím prostředí Clickteam Fusion 2.5.

## Děj
Hra se odehrává v neurčeném roce, ale odehrává se vůbec nejpozději ze všech FNaF dílů. Stejně jako v prvních dvou dílech se hráč nemůže příliš pohybovat. Je zde pouze jeden fyzicky hmatatelný animatronik, Springtrap a halucinace ohořelých animatroniků (Phantom animatroniků), známých z předchozích dílů. 
Hráč musí kontrolovat Springtrapův pohyb tím, že pustí audio lure (v překladu zvukové lákání). Když hráč pustí audio lure, přehraje se zvuk smíchu Balloon Boye (známého z druhého dílu série). Audio lure funguje tak, že když ho hráč použije v místnosti, která je kousek od Springtrapa, tak se tam vydá. Někteří fanoušci mají teorie, že Springtrap si myslí, že zvuk doopravdy vydává dítě a má tak příležitost usmrtit další. 
První noc by se dala považovat za jednu z nejjednodušších nocí v celé franšíze. Hráč nemusí nic dělat, protože Springtrap zatím aktivní není a může se během noci nerušeně seznámit s novou herní mechanikou. Tou jsou různé systémy: výše zmíněné Audio lure, Video a Ventilace. Chyba videa se projevuje nefunkčností kamer. Chyba audia se projevuje nemožností puštění zvuků Balloon Boye a tudíž i nemožností odlákat Springtrapa. Nastává po určitém počtu puštění zvuků Balloon Boye. V první noci nenastává nikdy, v druhé noci po 4 použití, ve třetí noci po 3 použití a ve čtvrté až šesté noci po 2 použití. Chyba ventilace způsobuje postupné černání obrazu, které umožní Springtrapovi pohybovat se rychleji. Hráč také na kamerách uvidí Springtrapa na různých kamerách jako halucinaci. Nastává vždy po útoku Phantom animatroniků. Součástí nové mechaniky jsou i pak dva tablety. Na prvním se provádí většina úkonů (kamery, audio lure atd.) a na druhém se opravují chyby. Jsou na něm 4 možnosti: opravit chybu audia, opravit chybu videa, opravit chybu ventilace či opravit vše najednou. Opravování chyby ventilace trvá nejdéle.

## Postavy

### Springtrap
Je jeden ze dvou animatroniků původní restaurace Fredbear's Family Dinner (1983). Je vybaven pružinovým mechanismem, který umožňuje přitlačit endoskeletona k vnitřním stěnám kostýmu, a slouží tak zároveň jako kostým. Tento mechanismus však nebyl příliš spolehlivý. Ze začátku byly zaměstnancům předloženy instrukce, jak mají postupovat při používání kostýmu, aby nebyl ohrožen jejich život, ale po několika smrtích zaměstnanců se přestal Spring Bonnie a ostatní „Springlockové“ kostýmy z bezpečnostních důvodů používat člověkem. Nakonec byl skryt v Safe Room (není zobrazena na mapách a bezpečnostních plánkách budovy a animatronici byli naprogramováni tak, že na místě dveří je stěna). 
Podle příběhu 26. června 1985 večer ještě tehdy William Afton oblečen v kostýmu Spring Bonnieho lákal šest dětí na návštěvě v restauraci do chodby u umýváren a říkal dětem, ať ho následují. V oné chodbě se totiž nacházejí dveře do Safe Room, kam právě děti Afton nalákal. V místnosti si svlékl kostým a všech šest dětí zavraždil. Následně se z dětí se uvolnily jejich duše, které ho obklíčily a utlačily ho do kostýmu Spring Bonnieho zpět. Kostým potom z neznámého důvodu aktivoval mód toho, že má v sobě endoskeletona a pružinami Williama Aftona přitlačil ke kostýmu a tento proces zván "Springlock failure" (Springlocková chyba) ho skoro zabil. William Afton ale s extrémním štěstím tento smrtící proces přežil, což ale nikdo nevěděl a až po mnoha letech byl nalezen zde ve Fazbear's Fright jako součást atrakce a je zde jediným opravdovým animatronikem. 
Ve hře, potom co hráč prohraje, se může hráči objevit místo hlavního menu tzv. Deathscreen. Tento Deathscreen sestává ze 3 obrázků. Na 1. obrázku je Springtrap, který drží svou hlavu, na 2. obrázku už hlavu začal zvedat a začínají být vidět ostatky Williama Aftona a na 3. obrázku už je hlava úplně zvednuta a hráč může vidět shnilou hlavu Williama Aftona.
V češtině je "Springtrap" přeložen jako "pružinová past".  (Přeloženo překladačem)

### Phantom Animatronici
Pro dotvoření atmosféry strašidelného domu se zde nachází mnoho součástek. Po chodbách jsou například rozskládány hlavy animatroniků, které mají v očích baterky, v kanceláři se nachází bedna se součástkami animatroniků a podobně.
Starší animatronici (Balloon Boy, Freddy, Chica, Foxy, Mangle a Puppet) se zde také nachází ve formě halucinací jejich ohořelých verzí. Podle některých teorií jsou tyto halucinace z budoucnosti, což podporuje zejména fakt, že atrakce po sedmé noci shořela vinou hlídače, který podpálil budovu pomocí špatného vedení. Ovšem existují i teorie, že pizzerii podpálil sám Springtrap.
Springtrap v atrakci napůl shořel. Požár ale přežil a vyskytne se znovu ve Five Nights at Freddy's 6: Pizzeria Simulator.

#### Phantom Baloon Boy
Je jeden z halucinací. Před jeho útokem na kamerách lze vidět jeho hlavu. Po sekundě hráčovi sundá monitor z očí a zaútočí. Jeho útoku se lze vyhnout včasným sundáním kamer, nebo přepnutím na jinou kameru.

#### Phantom Freddy
Je další z halucinací. Před jeho útokem lze vidět za oknem, které je na přední straně kanceláře, jak se kulhavým pohybem přibližuje ke dveřím kanceláře. Je možné, že je tato halucinace verzí Golden Freddyho z předchozího dílu - stejně jako Golden Freddymu mu chybí jedno ucho, má stejný klobouk, stejný mikrofon a ze stejného místa mu trčí dráty. Jeho útok způsobí chybu ventilace. Jeho útoku lze zabránit díváním se na kamery, než dojde ke dveřím.

#### Phantom Chica
Je další halucinace. Před jejím útokem lze vidět na herním automatu na kameře 7 její obraz. Když sundá hráč kameru a podívá se na levou stranu kanceláře, zaútočí na hráče.

#### Phantom Foxy
Phantom Foxy je další halucinace. Před jeho útokem ho na velmi krátký okamžik lze vidět na levé straně vedle okna. Pro Phantom Foxyho byl použit model z předchozího dílu.

#### Phantom Marionette - Puppet
Je nejnebezpečnější ze všech halucinací. Stejně jako Phantom Mangle přímo neútočí. Než se objeví v kanceláři, lze ho v jeho tělesné podobě vidět na kameře 8, poté se objeví přímo před obličejem hráče, tam se pohybuje nějakou dobu a poté zmizí. Při jeho 15 sekundovém útoku nelze spravit žádnou chybu, tím pádem se při jeho útoku Springtrap stává úplně nekontrolovatelným.

#### Phantom Mangle
Není halucinace, protože ji ovládá Shadow Freddy. Stejně jako Phantom Puppet přímo neútočí. Před jejím útokem ji lze vidět na kameře 4 a poté jak jde k oknu před kanceláří. Způsobuje chybu audia. Vydává rádiové vlny.

### Vedlejší postavy

#### Noční hlídač
Jeremy Fritz, Michael Schidmid, nočního hlídače představuje hráč.

#### Phone Guy
Stejně jako v předchozích dílech bývalý pracovník na místě nočního hlídače. Hráči do telefonu nahrál různé nahrávky, ve kterých mluví, jednu ke každé z nocí.